# José María Cuartero Gascón
José María Cuartero Gascón, tomó el nombre religioso de José María de Jesús y María C.P.. (Tabuenca 24-04-1918, Manzanares 23-10-1936), hermano de la Congregación Pasionista asesinado por las fuerzas anticlericales durante la guerra civil española. Fue beatificado por el Papa Juan Pablo II el 1 de octubre de 1989.

## Infancia
José María y su hermano Tomás Cuartero Gascón, nacieron en la localidad zaragozana de Tabuenca. José María el 24-04-1918 y Tomás un 22-02-1915. Fue confirmado por D. Miguel de los Santos Díaz Gómara el 25-09-1922.
A partir de estas fechas seguiría a su hermano, literalmente, hasta la muerte.

## Fallecimiento
La noche del 21 al 22 de julio de 1936 un grupo de milicianos desaloja el convento. La Congregación Pasionista es dividida en dos grupos. A Tomás y a José María, bajo la tutela del Padre Nicéforo de Jesús y María les conducirán a Manzanares. Les obligaron a bajar y en un campo próximo a la estación fueron fusilados. Ambos quedaron gravemente heridos y al cabo de dos días fueron llevados al hospital. Tomás con un tiro en el pecho y José María con la mandíbula destrozada. Al cabo de tres meses de sufrimiento, la mañana del 23 de octubre, son sacados del hospital y nuevamente fusilados.

### Traslado de restos
El 23 de abril de 1941 los Beatos Mártires de Daimiel son trasladados a su Convento. Y allí, en la Cripta de los Mártires, descansan sus reliquias.

## Beatificación
Fueron beatificados por el Papa Juan Pablo II el 1 de octubre de 1989 en la Plaza de San Pedro.